# Pardosa dorsuncata
Pardosa dorsuncata là một loài nhện trong họ Lycosidae.
Loài này thuộc chi Pardosa. Pardosa dorsuncata được Allen Lowrie & Charles Denton Dondale miêu tả năm 1981.